# Hydrovatus concii
Hydrovatus concii är en skalbaggsart som beskrevs av Bilardo och Pederzani 1978. Hydrovatus concii ingår i släktet Hydrovatus och familjen dykare. Inga underarter finns listade i Catalogue of Life.